# Markéta Irglová
Markéta Irglová (* 28. února 1988 Valašské Meziříčí) je česká skladatelka, zpěvačka a herečka, držitelka Oscara za originální píseň k filmu Once. Od roku 2007 žila v irském Dublinu. Poté od roku 2010 v New Yorku. Od roku 2012 žije na Islandu. 

## Život a kariéra
Markéta Irglová se věnuje hudbě od sedmi let, kdy jí rodiče koupili první piano a přihlásili ji do hudební školy. V devíti letech dostala od svého otce kytaru a okamžitě na ni začala hrát a učit se písničky poslechem. Ve Valašském Meziříčí vystudovala místní gymnázium. Ve třinácti se seznámila s Glenem Hansardem, se kterým o dva roky později odjela koncertovat po celém světě. Dlouho spolu kamarádili a jejich vztah přerostl v milostný teprve až po natočení filmu Once. Hansard o tom řekl, že Irglovou miloval sice již dlouho, ale pořád se snažil přesvědčit sám sebe, že je ještě dítě. Nicméně po jejich rozchodu v lednu 2009 před novináři připustil, že jejich zamilovaný pár byl spíše filmovou fikcí.
V roce 2006 Irglová a Hansard vydali společné album jménem The Swell Season v hudebním vydavatelství Overcoat Recordings. Společně také účinkovali v již zmíněném irském hudebním filmu Once z roku 2006, pro který také složili a nahráli hudbu. Za romantickou píseň Falling Slowly z tohoto filmu získali Oscara za rok 2007. Film se proslavil poté, co získal cenu diváků na filmovém festivalu Sundance 2007.
Dne 3. března 2008 získala cenu Akademie populární hudby pro Objev roku.
V červenci 2011 se provdala za amerického baskytaristu Tima Iselera. Toto manželství nevydrželo, v lednu 2013 Markéta Irglová oznámila rozvod.
Jejím partnerem a od podzimu 2019 také manželem je islandský hudebník a producent Sturla Mio Thorisson, s nímž žije na Islandu. Dne 2. listopadu 2013 se jim narodila holčička Árveig Sturlasdóttir. Syn Eyvindur Högni se narodil 8. srpna 2015. V roce 2018 se jim narodil syn Fróði. V roce 2020 požádala o islandské občanství. Mluví plynně islandsky.

## Diskografie
- The Swell Season (2006)
- Once (2007)
- Strict Joy (2009)
- Anar (2011)
- Muna (2014)
- Lila (2022)
- Happy (2023) – pro české kolo soutěže Eurovision Song Contest 2023

Pro nedokončený film Poslední z Aporveru nahrála s kapelou Zrní píseň Mejsó, ke které vznikl i klip.